# Valentina Kravtchenko
Valentina Flegontovna Savitskaïa née Kravtchenko est une pilote et navigatrice d'escadron du 587 BAP pendant la Seconde Guerre mondiale. Elle reçoit le titre d'Héroïne de la fédération de Russie le 10 avril 1995. 

## Jeunesse
Valentina Kravtchenko est née le 9 janvier 1917 dans une famille russe de Kemerovo, en Sibérie. Après avoir terminé ses études secondaires, elle étudie à l’aéroclub de Tomsk, puis à l’Institut industriel de Tomsk, avant d’entrer à la Kherson Aviation School en 1935. En 1940, elle commence à travailler comme instructrice à l'aéroclub de Saratov. 

## Carrière durant la guerre
Kravtchenko rejoint l'Armée rouge en 1941 peu après l'invasion allemande de l'Union soviétique et fréquente l'école d'aviation militaire d'Engels avant d'être affectée dans une unité de combat en janvier 1943 pour piloter un bombardier léger, un Petliakov Pe-2 lors de la bataille de Stalingrad dans 587 BAP. En avril et mai 1943, Kravtchenko participe au bombardement des fortifications ennemies sur la tête de pont du Kouban. De juillet 1943 à juillet 1944, elle participe aux combats au-dessus de Koursk, de Smolensk et lors de l'offensive de Yelnia, aidant les troupes soviétiques à avancer vers Vitebsk et Orcha et détruisant les fortifications défensives de l'ennemi sur le front de Kalinine. 
Au début de l'année 1945, elle effectue des sorties de bombardement contre les cibles ennemies sur le troisième front biélorusse, détruisant des positions d'artillerie et attaquant les troupes ennemies en Prusse-Orientale, dans l'isthme de Courlande et dans le district de Skrunda-Priekule en Lettonie actuelle. Au cours des derniers mois de la guerre, elle participe à la dernière offensive en vue d'expulser les forces ennemies de la péninsule de Sambie. 
Pour ses missions de bombardement pendant la guerre, elle se qualifie pour le titre d'Héroïne de l'Union soviétique et fest nommée pour cela, mais contrairement à plusieurs autres membres de son régiment, elle ne reçoit pas le titre.

## Après-guerre
Kravtchenko prend sa retraite de l'armée après la dissolution de son régiment en 1947. Peu de temps après avoir quitté l'armée, elle se marie et change son nom de famille en Savitskaïa. Elle et son mari vivent à Moscou où elle trouve un emploi à l’Institut de recherche spatiale. Plusieurs années après la dissolution de l'Union soviétique, le 10 avril 1995, elle reçoit le titre d'Héroïne de la fédération de Russie pour sa contribution durant la guerre. Savitskaïa meurt le 15 février 2000 et est enterrée dans le cimetière Mitinskoe.